# دستگیره کنترلی

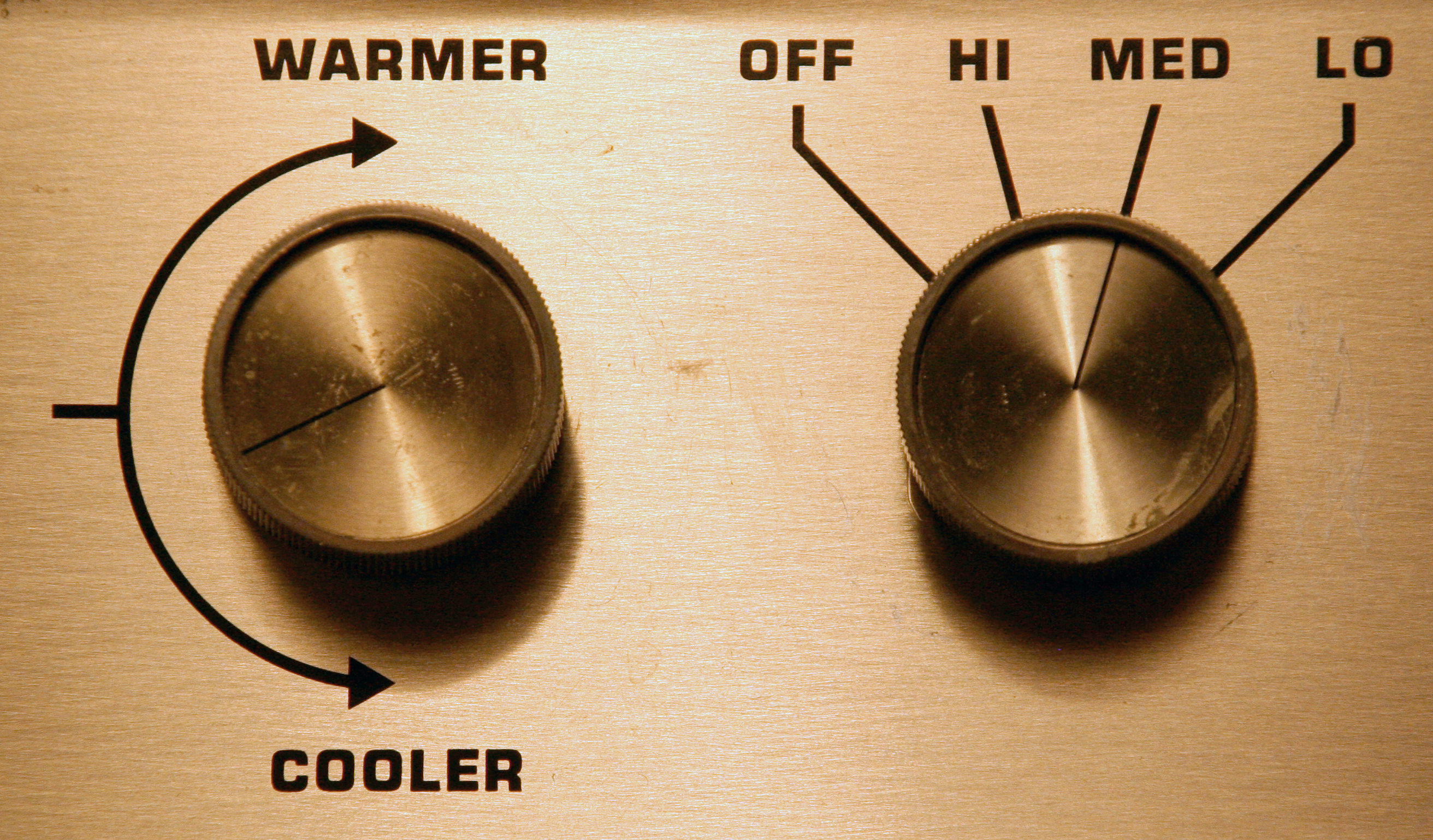
دو دستگیرهٔ کنترلی برای سیستم گرمایش/سرمایش. دکمهٔ سمت چپ دما را کنترل می‌کند درحالی که دکمهٔ سمت راست سرعت فن را کنترل می‌کند.

دستگیرهٔ کنترلی (به انگلیسی: Control knob) نوعی کنترل چرخشی است که با استفاده از آن مقدار ورودی تنظیم می‌شود. اغلب با چرخاندن این دستگیره در جهت عقربه‌های ساعت مقدار ورودی افزایش می‌یابد. از این وسیله در بیشتر سامانه‌های کنترلی استفاده می‌شود.